# N番部屋事件
n番部屋事件（エヌばんべやじけん）またはn番ルーム事件（エヌばんルームじけん）は、韓国などで2018年後半から2020年3月までTelegram、Discordなどのメッセンジャーアプリ内で行われていた大規模なデジタル性犯罪（サイバー性犯罪）・性的搾取事件。警察の発表で被害者数は60から70人ほどであるが被害者たちの特定を防ぐために正確な被害者数は明らかにしていない。（映像の所持者・配布者・映像の購入者など）犯罪加担者の規模は2020年3月、警察の発表を基準とすると、最低でも6万人以上だとされている。

## 概要

### 発生した事件
「博士部屋」
この事件で生まれた部屋の中では「博士」というニックネームの人物が運営していた「博士部屋」が最も有名だが、これは性的搾取物をTelegramのチャットを通じて流通させ、仮想通貨（暗号通貨）決済でのみチャットルームに入ることができるという一連の事件の典型的モデルを作ったからである。 2019年7月に登場した「博士」は、女性を脅迫、個人情報を把握し、嗜虐趣味的な写真と映像を撮影して掲載させた。報道が始まると、「博士」は記者の個人情報を取得してリークさせた。また、仁川(インチョン)広域市にある高校生は、児童猥褻物と麻薬取引リンクが共有されるいくつかのTelegramのチャットルームを運営し、警察の捜査に備えたマニュアルまで共有していた。
「n番部屋」
2019年2月には、加害者が性的搾取によって取得した性的写真をアップロードし、個人情報まで共有するTelegramのチャットルームがあるという事実がDCインサイドの野球ギャラリーと修学能力ギャラリー、日刊ベストストアなどのコミュニティに知られるようになった。「ガッガッ」という人物は、「1番部屋」から「8番部屋」(俗に「n番部屋」)まで8つのチャットルームを作り、ここに性的搾取による猥褻物を載せ、その後、かれは「ケリー」というハンドルネームの人物に部屋の管理権を譲った。 また、「ウォッチメン」という人物は、「ゴッサム部屋」というTelegramの部屋にリンクを載せてアクセスさせていた。n番部屋は2019年9月に消え、代替となる他の部屋ができていた。
模倣犯罪
最初から第2のソラネットを自任し、一種の模倣犯罪として始まった事件として、n番部屋はこれを再度模倣した博士部屋を生み、その他にも無数の模倣犯罪が2020年3月現在まで発生している。その規模も決して小さくないが、捜査が始まるとTelegramからディスコードにプラットフォームを移したアカウントだけでも約30万人に達するという結果になった。

### 世間の反響
報道と捜査経過
2018年9月頃、いわゆる"セクト"と呼ばれるTwitter逸脱系グループで当該事件が"警察を詐称した性暴行事件"という名で知られた。当時の捜査官の消極的な態度により捜査が進まなかった。事件がナムチョ・サイトに知られはじめたころ、金ジェス(仮名)という男性も「n番部屋事件を見て112に通報したが、警察の無関心な態度に遭って、（その後）シークレット・ルーム運営者に変貌した」と証言したりもした。
2019年1月、ソウル新聞がTelegramのシークレット・ルームで児童の猥褻物が共有されていることを潜入取材を通じて把握したが、この時までは事件の実態が詳しく明らかになっいていたわけではない。 同じく2019年4月、時事ジャーナルはTelegramが不法撮影物共有用犯罪のプラットフォームとして活用されていることを報道する。8月12日 マスコミの中で初めて電子新聞でn番部屋事件について報道する。
最初の通報者
n番部屋事件を最初に通報したのは、匿名の大学生2人で構成された「追跡団花火」であり、彼らは2019年7月に事件を通報し、9月には彼らは第1回探査・深層・ルポ取材物を公募受賞し、報道機関への資料提供の後、江原地方警察庁が捜査に着手した。同年11月、ハンギョレが企画報道を行い、世間に「n番部屋事件」が知られた。
報道の開始から逮捕まで
2020年1月17日、SBSの"気になる話Y"でTelegram性的搾取事件を取り上げたが、放送直後、n番部屋の運営者だった"ガッガッ"が（被害者に）直接連絡してきたため、衝撃を受けた被害者がTwitterにツイート（投稿）したりもした。
政界では、国民党の安哲秀代表(当時、正しい未来の党所属)が1月19日に帰国当時、仁川(インチョン)空港現場で発表したメッセージを通じて、n番部屋事件を最初に言及し、2月19日に関連選挙公約を発表した。与党の中では正義党が1月20日、女性本部論評を通じてTelegramによるサイバー性犯罪の抜本的解決を促した。2月14日、正義党は緊急集談会を開催し、野党である女性の党は、2月20日に発表した最初の声明と21日に発表した2番目の声明、3月12日に発表した声明で、該当事件の解決を促し、結党準備委員長のインタビューとイ・スジョン博士とのトークショーでも、"最優先課題"として言及した。以降、党結成大会にTelegram性搾取申告プロジェクト"リセット"と"n番部屋事件にたいして重大な処罰を要求するデモチーム"を招き、彼らとの協力の下、政策1号として"デジタル性犯罪根絶"の公約を掲げるなど、喫緊の課題とする態度を示した。3月12日、国会余暇委でTelegram性犯罪に対して厳罰を科すことを促す記者会見を行った。
n番房事件関係者の検挙
2020年2月9日、66人のn番房事件同調者が検挙された。彼らはn番部屋から派生した様々なTelegram部屋運営者および共犯16人、チャット部屋運営者が流布した児童性搾取物の映像をダウンロードして2次流布した疑いが持たれている流通・所持犯50人などで構成された。 警察庁は同日、警察庁長官傘下のサイバーテロ捜査隊に"Telegram追跡の技術的捜査支援TF(タスクフォース)"を構成し、「n番部屋」と「博士部屋」事件などを集中捜査し、6月30日までTelegramだけでなくダークウェブ、猥褻サイト、ウェブハードの4大サイバー性暴力流通網に対する集中取り締まりを実施する計画を明らかにした。
「博士部屋」関係者の検挙
3月17日、「博士」と推定される被疑者と一味14人が検挙された。 被疑者は、最初は犯行を否認して自害騒動を起こしたが、結局、本人が「博士」であることを認め、共犯の中には区役所や役場で勤務する社会服務要員らもおり、彼らが被害者の個人情報を調べ、流出させたことが分かった。警察庁によると、3月20日基準で、n番部屋のうち7番部屋と博士部屋を含め、Telegram内で児童性搾取物を製作・流布・所持した被疑者124人を検挙し、18人を拘束したほか、n番部屋の創始者「ガッガッ」に対する追跡も続いている。
メディア報道の加速
犯人検挙前まで主要放送局のニュースで「n番部屋事件」はたった4件報道されていただけだったが、3月20日初めて地上波放送3社の夕方のニュースで事件が軒並み報道された。 国民的関心が高まると、文在寅大統領も3月23日nボンバン事件の徹底的な捜査を指示して、博士の部屋運営者だけでなく、n番部屋の会員全員に対する調査が必要だと強調した。
2020年3月20日、警察はある仮想通貨を押収捜索中に「博士部屋」の会員と推定される名簿を確保した。
3月23日、SBSで初めて「博士部屋」の容疑者の身の上を公開した。続いて3月24日、ソウル地方警察庁身元情報公開審議委員会の決定により、"性暴力犯罪の処罰等に関する特例法"25条に基づいた公式的な身元公開処分が下された。 容疑者は1995年生まれのチョ・ジュビンで、性犯罪者として身元公開処分を受けた最初の事例である。
3月25日、巨済市役所8級現職公務員チョンが博士の犯行を助け、1月児童・青少年の性保護に関する法律などに違反(猥褻物製作・配布)した疑いで拘束された後、職位解除され、来月該当裁判を待っている。
3月26日、警察はBithumb、アップビット、コインワンの仮想通貨取引所5ヶ所の押収捜索と資料を確保した。

## 事件の詳細
2020年2月14日、Telegram性搾取対応共同対策委員会が発足した。 性売買問題解決のための全国連帯、タクチン明日、韓国サイバー性暴力対応センター、韓国性暴力相談所の4つの団体が、当該事件を公的議論の対象とすること、および諸問題に対する複合的対応のために共同参加した。発足会の場では、次のような事柄が明らかにされた。すなわち、Telegramで"n番部屋"が設置された後、知人のレイプ、合成写真、薬物性暴力映像、トイレの盗撮映像などをテーマにした部屋が雨後の竹の子のように現れ、共同対策委が約60室を発見し、該当部屋の参加者を単純に取りまとめて参加者が26万人と推定された。 そのうち1か所では2万人余りの参加者および平均オンライン人員1000人以上の大規模な活動が行われていたことである。
2020年3月20日、Telegram性的搾取告発プロジェクトReSET（Reporting Sexual Exploitation in Telegram）の声明によると、"3月18日午後基準で、Discord内のサイバー性犯罪サーバーは112に達し、このサーバーを利用した加害者は、単純計算で30万人以上だったと推測される"とし、ReSETは3月19日、100余りのサーバーデータベースとこれまで収集した記録をサイバー捜査隊に伝えたという。
2020年3月25日、韓国国内の仮想・暗号通貨取引所は"n番部屋"主導者と加入者が仮想通貨で決済を行った事実が確認され、今回の事件と関連して捜査当局に協力することにした。

## 事件の関係者
ウォッチメン
ニックネーム"ウォッチメン"は2019年9月に拘束された。 "ウォッチメン"は38歳の会社員で、以前にも猥褻物の流布で執行猶予を受けており、n番部屋のマニュアル作成者として知られた。当該被疑者は、違法撮影のインターネットサイトを運営した疑いで起訴され、検察により懲役3年6ヶ月を求刑されたが、裁判中、Telegramのn番部屋との関連性が明らかになったことから、弁論再開の申請がなされた状態である。
ケリー
2019年9月、警察はニックネーム"ガッガッ"からn番部屋を受け継いだ元運営者シン（ニックネーム"ケリー"、30代男性）を拘束した。 シンは、児青法違反ですでに懲役刑の執行猶予を言い渡された前科がある。 春川地検刑事1部は1審で懲役2年、就業制限5年、追徴2397万ウォンを求刑した。 一審の裁判部は懲役1年、性暴力治療プログラム履修40時間、児童青少年関連機関および障害者福祉施設に各就業制限3年、2397万ウォンの追徴を宣告した。 春川地裁1審は"児童・青少年が登場する猥褻物を大量所持し、捜査機関の追跡が難しいTelegramを通じて流通させたため、量刑は重い"としたが、シン容疑者が捜査過程で捜査機関にTelegramを利用した猥褻物の流通方法について情報を供与し、点組織形態の流布者を検挙したり追跡する手がかりを提供するなど、捜査に積極的に協力し寄与した点を鑑みて特別に懲役1年を言い渡したと明らかにした。 さらに、シンは1審で11回反省文を提出し、善処を訴えてきたという。 検察は控訴せず、シンだけが控訴し、シンは2審を進める春川地裁刑事部にも反省文を1回提出した。
2020年3月25日、検察は控訴しなかった理由について、"控訴基準や被告が犯行のすべてを自白し、点組織形態の猥褻物の流布者などを追跡・検挙する手がかりを提供した点などを考慮して控訴しなかった"とし、"弁論再開を申請するなど、今後の控訴審公判に積極的に対応し、猥褻物製作に関与するかどうかや、いわゆる'n番部屋'事件との関連性、共犯の有無などを補完捜査してその罪質に合致する刑事責任を問う"と明らかにした。春川地裁は26日、検察の弁論再開要請を受け入れ、4月22日に公判期日が指定された。 ただ、裁判所が弁論を再開しても検察が追加容疑を発見できなければ、裁判所は1審で判決よりも重い刑を言い渡すことはできない。
ロリ隊長テボム
2019年11月、警察は"ロリ隊長テボム"(ペ、10代)を逮捕した。 ペはn番部屋を模倣してTelegram・チャットルームを運営し、未成年者に対する性搾取不法撮影物を製作・流布した。ペは"ゴッド(笠)"の潜伏後、"プロジェクトN"という名で犯行を実行し、被害者は女子中学生3人であった。3月31日、春川(チュンチョン)地方裁判所で開かれた裁判で、ペは自らの犯行を全て認めた。
「博士」
2020年3月17日、警察は"博士"と推定される容疑者を共犯14人とともに検挙した。
「博士」ことチョ・ジュビン（조주빈）は、仁川(インチョン)のある工業専門大学を卒業し、放送局学報社の記者として活動していたという。日刊ベストストアの会員としても活動した情況があるが、確実なものではない。
太平洋
2020年3月26日、Telegramの「博士の部屋」の運営メンバーだったが、警察は「太平洋遠征隊」という別の性搾取物共有室を運営した16歳の被疑者・太平洋(テピョンヤン)を先月拘束し、検察に引き渡したことが確認された。 太平洋（テビョンヤン）が運営したTelegramの部屋では、猥褻物は数百本から約数千本にわたり掲載され、被害者の性的搾取映像やセクハラ映像などが多数あったという。
イギヤ
2020年4月28日、警察庁身元公開審議委員会の決定に基づいて、陸軍一等兵としての身分公開が決定した。
元社会公益勤務要員

ブッタ
2020年4月7日、「博士部屋」の参加者を募集して得られた犯罪収益金（仮想通貨）をチョ・ジュビンに与えた疑いで、児童・青少年の性保護に関する法律違反などの疑いを適用して逮捕され、拘束令状が申請された。 4月16日、「博士の部屋」の共同運営者カン・フン（18）の身元が公開された。
ガッガッ
2020年5月12日、一連のn番部屋の創始者であるニックネーム"ガッガッ"ことムン・ヒョンウクを、児童・青少年の性保護に関する法律違反で逮捕、5月13日に本名が公開された。1995年生まれ、本名はムン・ヒョンウク（24歳、大学生）。被害者は50人を超え、3件ほど性的暴行を指示したと陳述した。

## 社会への影響
n番部屋の加害者の処罰を要求する大統領府国民請願の署名が2019年11月29日に上がってきたが、賛同者が133,313人を記録したものの、署名に対しての回答はなされなかった。以降、大統領府と国会に署名の提出が相次いだ。
3月26日、行政安全部の住民登録番号変更委員会は、"n番地"の被害者と認知される住民登録番号変更申請があった場合、"緊急処理案件"として上程し、できるだけ3週間以内に速やかに処理するという立場を明らかにした。 本来、法定処理期間は6ヵ月であり、通常3ヵ月がかかる。
また、この事件を暴露した活動家の朴志玹はのち、韓国の主要進歩系政党・共に民主党の共同非常対策委員長に起用された。

### 国際協力捜査請願
2020年1月2日に新しい大統領府の国民請願があり、国際協力捜査を請願する内容に219,705人が同意して、（大統領府から）回答を得た。3月1日付で閔甲龍警察庁長官は、請願答弁の発表する映像および答弁全文を公開した。 この答弁内容では、閔甲龍警察庁長官は"Telegramなどにおけるサイバー性的搾取問題が根本的に解決されるまで捜査力を集中していく計画"とし、このための4つの方策を発表した。 これはそれぞれ(1)警察庁サイバー安全局長をチーム長とする"デジタル性犯罪捜査TFZ"を構成、(2)多方面での国際協力を推進、(3)見つけた犯罪収益に対する起訴前没収保全申請および国税庁に通報し課税資料として活用、(4)捜査過程における二次被害防止のための努力および関係機関とともに行う被害者保護活動である。

### 国会国民同意請願
2020年1月15日、n番部屋事件に関連して、警察の国際協力捜査、デジタル性犯罪担当部署の新設、サイバー性犯罪に対する量刑基準の上方修正、捜査機関の2次加害防止を含む対応マニュアルの作成などを求める国会国民同意請願に10万人が同意し、2月10日、国会法制司法委員会に請願処理案件として受け付けられ、3月2日、当該小委に直接付されたが、3月3日、本会議不受理処理とした。本会議不付議という審査結果は、平成32年3月3日法制司法委員会法案審査第1小委員会で議決した"性暴力犯罪の処罰等に関する特例種籾一部改正法律案（対案）"に請願の趣旨が反映されたとの理由であった。 しかし、これは拙速処理という批判を受けた。 Project ReSETによると、当該改正法律案はいわゆる"ディープフェイク"を製作・頒布する行為などの内容だけを扱っているだけで、"10万人の国民が国会に要求した量刑基準の強化、捜査システムの改善、国際公告の捜査と関連した内容を全く反映していない"ためである。さらに関連資料集の提供にもかかわらず、1ヵ月余りの間、事件に対する把握さえまともにしなかった状態で処理したことが明らかになったが、この過程で出た発言が論議を呼んだ。

### 被疑者および参加者全員身元公開請願
大統領府こと青瓦台(チョンワデ、せいがだい)に対する国民請願に3月18日、重要被疑者"博士"の身元公開およびフォトラインを要求する請願が、3月20日、Telegramのシークレット・チャット参加者全員の身元公開を要求する請願が上がってきた。 3月24日までにそれぞれ257万人、185万人以上が参加した。博士の身元公開およびフォトライン要求請願は、青瓦台国民請願歴代最多の同意を得た。
3月24日午後、請願に対して閔甲龍警察庁長官と李貞玉女性家族部長官が回答し、デジタル性犯罪特別捜査本部の設置およびサイバー性犯罪量刑基準の設定などを約束した。

## 反応
専門家らは、同事件の解決と再発防止のためには、第一に政府の積極的な国際協力捜査協力の要請、第二にサイバー性犯罪の専門部署の新設、第三に量刑基準の強化および不法収益還収のための強力な制度づくり、第四に艦艇捜査の許容、第五にプラットホームに対する処罰などが必要だと指摘する。また、今回の事件を受け、"デジタル集団性暴力"、"性搾取"などの新たな概念や罪名の導入が必要との意見も示された。